# Théodore Balmoral
Théodore Balmoral est une ancienne revue semestrielle de littérature contemporaine, créée à Orléans en 1985 et, aujourd'hui, une collection aux éditions Fario.

## Historique
La revue, consacrée essentiellement à la littérature, est créée en 1985 par Thierry Bouchard et Pascal Belton. 
Thierry Bouchard en est, depuis 1986, le rédacteur en chef et le directeur de publication.
La revue suspend sa publication en 2014. 
Entre 1994 et 2014, les éditions Théodore Balmoral ont aussi publié une dizaine de livres. 
Depuis mai 2016, « Théodore Balmoral » est le nom d'une collection dirigée par Thierry Bouchard aux éditions Fario.

## Orientation éditoriale
La revue publie des textes originaux d'auteurs pour la plupart contemporains. Brigitte Denker-Bercorff écrit dans le Dictionnaire des revues littéraires au vingtième siècle : 

« La diversité des rubriques [de la revue] réjouit le lecteur et lui offre, par références et fragments, une “petite bibliothèque portative”. Par le choix de ses auteurs, cette revue envisage la littérature par son lien à la spiritualité, à l'histoire et au devoir de mémoire. […] Une conception de la littérature qui se veut avant tout substantielle, voire essentielle,. »

Sur soixante-quatorze numéros publiés, on relève cinq numéros spéciaux « d'une sobriété somptueuse » : le no 15 (« Compagnies de Pierre Michon »), les no 26/27 (numéros dirigés par François-Marie Deyrolle), le no 45 (« Compagnies de Pierre Bergounioux »), le no 49/50 (« Les vingt ans de Théodore Balmoral »), le no 64 (« Les vingt-cinq ans de Théodore Balmoral »).

### Bilan
Été 2014, 74 numéros sont parus, plus de mille textes de plus de deux cent cinquante auteurs français et étrangers ont été publiés, parmi lesquels des textes de : Marc Bernard, Pierre Bergounioux, Christian Bobin, Jacques Borel, Henri Calet, Guido Ceronetti, Jacques Chauviré, Charles-Albert Cingria, Marcel Cohen, Pascal Commère, Charlotte Delbo, André Dhôtel, Alfred Döblin, Antoine Émaz, Louis-René des Forêts, Jean Follain, Christian Garcin, Guy Goffette, William Goyen, Pierre Girard, Bohumil Hrabal, Edmond Jabès, Philippe Jaccottet, Bruno Krebs, Thierry Laget, Alberto Manguel, Claudio Magris, Pierre Michon, Gilles Ortlieb, Pierre Pachet, Jean Paulhan, Georges Perros, Charles-Ferdinand Ramuz, Jacques Réda, Joseph Roth, Jean Roudaut, Jean-Pierre H. Tétart, Henri Thomas, Robert Walser, etc.

## Ouvrages publiés
Les éditions Théodore Balmoral ont publié dans la collection « Le monde est là » :
- Christian Bobin, Cœur de neige, 1993, puis éditions Fario, collection «Théodore Balmoral», mai, 2023.
- Pascal Belton, Trois Miracles de la main, 1994
- Jacques Réda, Abelnoptuz, 1995
- Antoine Émaz, Fond d’œil, 1995
- Pierre Bergounioux, Le Bois du Chapitre, 1996
- André Dhôtel, Le Petit Livre clair, 1997, préface de Thierry Bouchard[6]
- Guy Goffette, L’Ami du jars, 1997
- Jean Roudaut, Dans le temps, 1999
- Christian Garcin, Une théorie d’écrivains, 2001
- Gilles Ortlieb, Les Tramways de Bruxelles, 2002
- Jacques Réda, Papier d'Arménie, 2007